# 宇野田尚哉
宇野田 尚哉（うのだ しょうや、1967年 - ）は、日本の歴史学者。近世・近代の日本思想史を専門とする。大阪大学文学部教授。

## 経歴
鳥取県鳥取市生まれ。鳥取県立鳥取西高等学校、大阪大学文学部卒業。1993年大阪大学大学院文学研究科博士課程前期修了、1996年大阪大学大学院文学研究科博士課程後期単位修得退学。1997年博士（文学）。2000年神戸大学国際文化学部講師、2001年神戸大学国際文化学部助教授、2010年大阪大学文学部准教授、2017年大阪大学文学部教授。

## 研究
荻生徂徠を中心とする18世紀日本の儒家思想を研究する一方で、山代巴の原爆文学にも研究を広げる。思想を受け止めた人々がどう生きたかを明らかにすることに重点を置き、〈思想の社会史〉と特徴づける研究をしている。2000年前後には、道場親信や米谷匡史らとともに、〈帝国と思想〉研究会の主要メンバーのひとりとなっていた。

## おもな著書

### 共著
- 『対抗の文化史  冷戦期日本の表現と運動』(宇野田尚哉、坪井秀人と編著）大阪大学出版会、2021年10月
- 『京大生小野君の占領期獄中日記』 （小野信爾, 宇野田尚哉, 西川祐子と共著）京都大学学術出版会 2018年2月[4]
- 『「サークルの時代」を読む』 （宇野田尚哉, 川口隆行, 坂口博との共著）影書房 2016年12月[4]